# Jadwiga Berbeka
Jadwiga Berbeka – polska ekonomistka, doktor habilitowany nauk ekonomicznych, profesor na Uniwersytecie Ekonomicznym w Krakowie, specjalistka od ekonomiki konsumpcji oraz turystyki.

## Kariera naukowa
W 1987 roku została zatrudniona na Uniwersytecie Ekonomicznym w Krakowie, gdzie w 1995 roku na jego Wydziale Zarządzania uzyskała stopień doktora nauk ekonomicznych na podstawie rozprawy pt. Analiza porównawcza wzorców konsumpcji żywności w Polsce i wybranych krajach, której promotorem był Leszek Rudnicki. W 2007 roku ten sam wydział nadał jej stopień doktora habilitowanego nauk ekonomicznych na podstawie pracy pt. Poziom życia ludności a wzrost gospodarczy w krajach Unii Europejskiej. Od 2019 roku zatrudniona jest również na Uniwersytecie Jagiellońskim.